# 勒奇超越函数

Lerch transcendent

Lerch plot with complex variable

勒奇超越函数是一种特殊函数，推广了赫尔维茨ζ函数和多重对数函数，定义如下
{\displaystyle L(z,s,a)=\sum _{n=0}^{\infty }{\frac {z^{n}}{(a+n)^{s}}}}

## 特例
赫尔维茨ζ函数。当勒奇函数中的z=1时，化为赫尔维茨ζ函数：
{\displaystyle L(1,s,a)=\zeta (s,a)}
多重对数函数,当勒奇函数中a=1,则化为多重对数函数
{\displaystyle L(z,s,1)=Li_{s}(z)}
勒让德χ函数可以用勒奇超越函数表示,
{\displaystyle \,\chi _{n}(z)=2^{-n}z\Phi (z^{2},n,1/2).}
作为赫尔维茨ζ函数的特例，黎曼ζ函数可以表示为
{\displaystyle \,\zeta (s)=\Phi (1,s,1).}
狄利克雷η函数可以表示为
{\displaystyle \,\eta (s)=\Phi (-1,s,1).}

## 积分形式
{\displaystyle L(z,s,a)={\frac {1}{\Gamma (s)}}\int _{0}^{\infty }{\frac {z^{x}}{(a+x)^{s}}}dx}

## 级数展开
{\displaystyle \Phi (z,s,q)={\frac {1}{1-z}}\sum _{n=0}^{\infty }\left({\frac {-z}{1-z}}\right)^{n}\sum _{k=0}^{n}(-1)^{k}{\binom {n}{k}}(q+k)^{-s}.}